# 普瓦斯基橋
普拉斯基橋（Pulaski Bridge）是美國紐約的一座橋樑，連接皇后區長島市和布魯克林區Greenpoint兩地。橋名取自於曾參與美國獨立戰爭的波蘭軍人卡齊米日·普瓦斯基。普瓦斯基橋竣工於1954年。

## 外部連結
- NYC DoT page
- Structurae数据库中Pulaski Bridge的数据